# Ordini di grandezza (tempo)
La seguente tabella elenca dal più breve al più lungo i vari ordini di grandezza del tempo, che a partire dallo yoctosecondo procedono in funzione della scala di magnitudine di un secondo alla potenza di 103, ovvero ogni ordine di grandezza esprime un intervallo di tempo 1000 volte più lungo di quello precedente.
Notare che il primo intervallo di tempo, ottenuto da calcoli esclusivamente matematici effettuati in occasione dello studio del Big Bang, è più breve del tempo di Planck, ossia la più breve unità di misura del tempo che si possa ottenere in natura, che corrisponde a 5,4×10−44 s.
| fattore | unità di misura                    | Grandezza | Simbolo | fenomeni |
| ------- | ---------------------------------- | --------- | ------- | --- |
| 10−44   | Tempo di Planck                    | E−44 s    | tP      | Tempo di Planck: il più breve intervallo di tempo che la fisica attuale possa determinare e di conseguenza il tempo minimo con cui l'universo può essere misurato dopo il Big Bang ≈ 5,4×10−44 s. |
| 10−24   | yoctosecondo                       | E−24 s    | ys      | 0,3 ys: vita media dei Bosoni W e Z 0,5 ys: tempo di decadimento di un Quark top secondo il Modello Standard. 1 ys: tempo per un quark per emettere un gluone. 23 ys: emivita dell'isotopo dell'idrogeno 7H. |
| 10−21   | zeptosecondo                       | E−21 s    | zs      | 14 zs: vita dell'elettrone nell'orbita superiore nell'elio-9. 17 zs: approssimazione del ciclo temporale della fascia di separazione della radiazione elettromagnetica tra i raggi gamma e i raggi X. 300 zs: approssimazione del ciclo temporale della fascia di separazione tra i Raggi X forti e i Raggi X deboli |
| 10−18   | attosecondo                        | E−18 s    | as      | 1 as tempo stimato del decadimento di un nucleo atomico |
| 10−15   | femtosecondo                       | E−15 s    | fs      | 200 fs = le reazioni chimiche più veloci |
| 10−12   | picosecondo                        | E−12 s    | ps      | 1 ps: metà della vita di un Quark bottom 4 ps: cycle time di un transistor IBM Silicio-Germanio |
| 10−9    | nanosecondo                        | E−9 s     | ns      | 1 ns: tempo del ciclo di un microprocessore da 1 GHz. 1 ns: tempo in cui l'elettrone si trova nello stato eccitato |
| 10−6    | microsecondo                       | E−6 s     | µs      | 20 µs circa il tempo di campionamento per singolo campione in una conversione del suono da analogico a digitale, per una frequenza di 48 kHz |
| 10−3    | millisecondo                       | E−3 s     | ms      | 50 a 80 ms circa, un battito palpebra |
| 100     | secondo                            | E0 s      | s       | minuto = 60 s |
| 103     | chilosecondo (16,7 minuti)         | E3 s      | ks      | ora = 3600 s giorno= 86400 s = 86,4 ks settimana = 604,8 ks |
| 106     | megasecondo (11,6 giorni)          | E6 s      | Ms      | mese = 2,6×106 s anno = 31,6 Ms ~= π × 107 |
| 109     | gigasecondo (32 anni)              | E9 s      | Gs      | secolo = 3,16 Gs ~= π × 109 s millennio = 31,6 Gs ~= π × 1010 s |
| 1012    | terasecondo (32000 anni)           | E12 s     | Ts      | 6 Ts: tempo trascorso dalla comparsa dell'Homo Sapiens (approssimativamente) |
| 1015    | petasecondo (32 milioni di anni)   | E15 s     | Ps      | dall'Oligocene a oggi |
| 1018    | exasecondo (32 miliardi di anni)   | E18 s     | Es      | due volte e mezzo circa l'età del nostro universo |
| 1021    | zettasecondo (32 bilioni di anni)  | E21 s     | Zs      | circa l'ordine di grandezza dell'eventuale decadimento del protone |
| 1024    | yottasecondo (32 biliardi di anni) | E24 s     | Ys      | |